# Amy Irving
Amy Davis Irving (Palo Alto, 10 september 1953) is een Amerikaanse actrice. Ze was vier jaar getrouwd met de regisseur Steven Spielberg en van 1996 tot 2005 met de Braziliaanse regisseur Bruno Barreto. Ze is een dochter van de actrice Priscilla Pointer.
Ze zong "Why Don't You Do Right?" in de film Who Framed Roger Rabbit, als Jessica Rabbit.

## Filmografie
- Unsane (2018)
- Zero Hour (tv) (2013)
- House (tv) (2010)
- Adam (2009)
- Hide and Seek (2005)
- Alias (tv) (2002-2005)
- Tuck Everlasting (2002)
- Law & Order: Special Victims Unit (tv) (2001)
- Thirteen Conversations About One Thing (2001)
- Traffic (2000)
- Bossa Nova (2000)
- Spin City (tv) (1999)
- Blue Ridge Fall (1999)
- The Rage: Carrie 2 (1999)
- The Confession (1999)
- One Tough Cop (1998)
- Deconstructing Harry (1997)
- I'm Not Rappaport (1996)
- Carried Away (1996)
- Kleptomania (1995)
- Twilight Zone: Rod Serling's Lost Classics (tv) (1994)
- Benefit of the Doubt (1993)
- A Show of Force (1990)
- Nightmare Classics (tv) (1990)
- Crossing Delancey (1988)
- Who Framed Roger Rabbit (1988) (Stem)
- Rumpelstiltskin (1987)
- Anastasia: The Mystery of Anna (tv) (1986)
- Heartbreak House (tv) (1986)
- Micki + Maude (1984)
- The Far Pavilions (tv) (1984)
- Yentl (1983)
- The Competition (1980)
- Honeysuckle Rose (1980)
- Voices (1979)
- The Fury (1978)
- Carrie (1976)
- Dynasty (tv) (1976)

## Prijzen en nominaties
- 1981 Razzie
  - Gewonnen: Slechtste vrouwelijke bijrol - Honeysuckle Rose
- 1984 Razzie
  - Genomineerd: Slechtste vrouwelijke bijrol - Yentl
- 1984 Oscar
  - Genomineerd: Beste vrouwelijke bijrol - Yentl
- 1987 Golden Globe
  - Genomineerd: Beste actrice in een mini-serie - Anastasia: The Mystery of Anna
- 1989 Golden Globe
  - Genomineerd: Beste actrice in een komedie/musical - Crossing Delancey
- 2001 Screen Actors Guild Award
  - Gewonnen: Beste cast - Traffic
- 2003 FFCC Award
  - Gewonnen: Beste cast - Thirteen Conversations About One Thing